# Jingyang (Deyang)

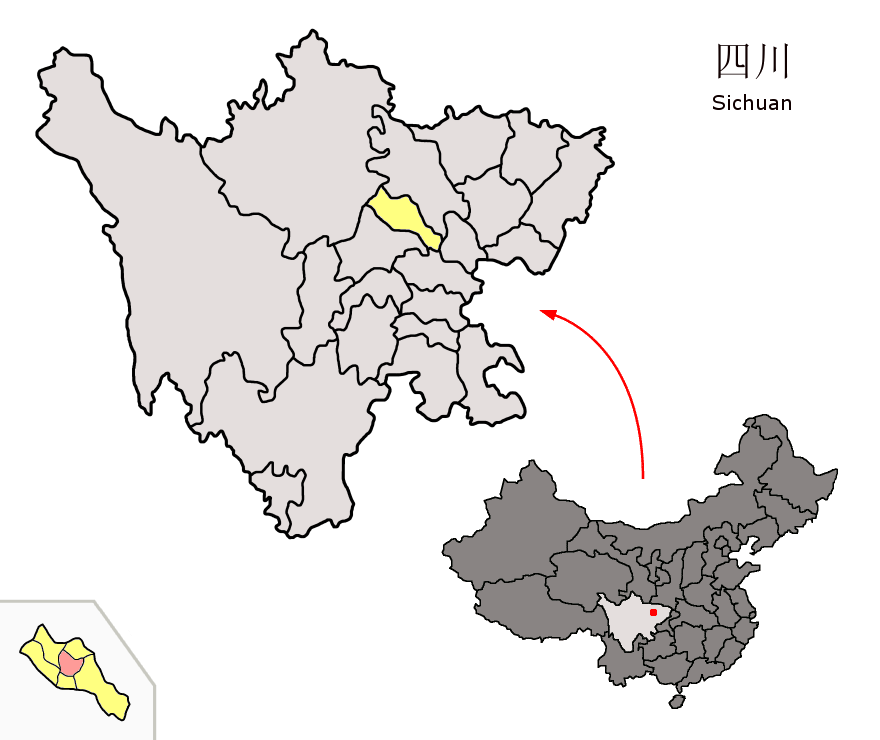
Lage von Jingyang (pink) im Kreis Deyang (gelb).

Jingyang (chinesisch 旌阳区, Pinyin Jīngyáng Qū) ist ein Stadtbezirk der bezirksfreien Stadt Deyang in der chinesischen Provinz Sichuan. Er hat eine Fläche von 649,8 Quadratkilometern und zählt 828.189 Einwohner (Stand: Zensus 2020). 2004 betrug die Einwohnerzahl 630.000. Der Ort ist Regierungssitz von Deyang.
Seine Nachbarorte sind der Kreis Zhongjiang im Osten, die Städte Mianzhu und Shifang (什邡市) im Westen, der Kreis Luojiang im Norden und die Stadt Guanghan im Süden. 

## Administrative Gliederung
Der Stadtbezirk Jingyang setzt sich aus fünf Straßenvierteln, elf Großgemeinden und einer Gemeinde zusammen. Diese sind:
Straßenviertel 
- Straßenviertel Jingyang (旌阳街道)
- Straßenviertel Chengnan (城南街道)
- Straßenviertel Chengbei (城北街道)
- Straßenviertel Jingdong (旌东街道)
- Straßenviertel Gongnong (工农街道)

Großgemeinden
- Großgemeinde Huangxu (黄许镇)
- Großgemeinde Xiaoquan (孝泉镇)
- Großgemeinde Bajiaojing (八角井镇)
- Großgemeinde Bailong (柏隆镇)
- Großgemeinde Xiaogan (孝感镇)
- Großgemeinde Tianyuan (天元镇)
- Großgemeinde Yangjia (扬嘉镇)
- Großgemeinde Dexin (德新镇)
- Großgemeinde Shuangdong (双东镇)
- Großgemeinde Xinshong (新中镇)
- Großgemeinde Xin (新镇)

Gemeinde
- Gemeinde Donghu (东湖乡)